# گونخا
گونخا (به لاتین: Gunkha) یک منطقهٔ مسکونی در روسیه است که در داغستان واقع شده‌است. گونخا ۱۲۸ نفر جمعیت دارد.